# AgustaWestland AW609
AgustaWestland AW609, v preteklosti Bell/Agusta BA609 je dvomotorni tiltrotor VTOL zrakoplov, podobne konfiguracije kot Bell Boeing V-22 Osprey. Namenjen je civilnem trgu.
AW609 so načrtovali na podlagi izkušenj iz eksperimentalnega tiltrotorja XV-15. Leta 1996 so Bell in Boeing sodelovala v razvoju civilnega zrakoplova, leta 1998 se je Boeing umaknil. Septembra 1998 se je pojavil nov partner Agusta. Ustanovili so Bell/Agusta Aerospace Company (BAAC) - partnerstvo med Bell Helicopter in AgustaWestland
6. decembra 2002 so izvedli teste na zemlji, prvi let je bil 6. marca 2003 v Arlingtonu, Texas. Po 14 urah testiranja v načinu helikopter, so začeli študirati o tranziciji v način letalo..  To so izvedli 3. junija 2005.
Tiltrotor AW609 je sposoben VTOL operacij, ki jih letala s fiksnimi krili ne morejo izvesti. Lahko vzleti in pristane kot helikopter na majhnih helipadih in leti s potovalno hitrostjo dvakrat večjo od helikopterjev. Po izgledu je podoben vojašlemu V-22, vendar ima malo skupnih komponent. AW609 ima za razliko presurizirano kabino. Zrakoplov se bo uporabljal za različne namene: kot poslovno letalo za 9 potnikov, iskanje in reševanje, medicinsko evakuacijo, patruliranje, izvidništvo in drugo.
Poganjala ga bosta dva Pratt & Whitney Canada PT6C-67A turbogredna motorja. V primeru odpovedi enega motorja, ostali motor poganja oba rotorja, sicer bi bilo plovilo povsem nekrmarljivo. AW609 uporablja krmilni sistem fly-by-wire, FADEC sistem za motorje  in HUD (head up display) prikazovalnike. Certificiran je za letenje s samo enim piloto v instrumentalnih - IFR pogojih. 

## Tehnične specifikacije
- Posadka: 1 ali 2
- Kapaciteta: 6 do 9 potnikov ali 2500 kg tovora
- Dolžina: 13,4 m
- Višina:  6,7 m
- Razpon kril: 11,7 m
- Širina z rotorji: 18,4 m
- Premer rotorja: 7,9 m vsak
- Površina rotorjev: 91,2 m2 oba rotorja skupaj
- Prazna teža: 10 483 lb (4 755 kg)
- Maks. vzletna teža: 16 800 lb (7 600 kg)
- Motorji: 2 × Pratt & Whitney Canada PT6C-67A turbogredna motorja, 1 940 KM (1, 447 kW) vsak

- Maks. hitrost: 275 vozlov (509 km/h; 316 mph)
- Potovalna hitrost: 260 vozlov (482 km/h; 299 mph)
- Dolet: 750 nmi (1 390 km; 860 mi)
- Višina leta: 25 000 ft (7 600 m)
- Hitrost vzpenjanja: 1 500 ft/min (7,6 m/s)
- Obremenitev rotorja: 15,8 lb/sq ft (77,1 kg/m2)